# Confessions
Confessions to czwarty studyjny album amerykańskiego wokalisty R&B, Ushera. Został nagrany w latach 2003-2004 z producentami takimi jak Jermaine Dupri, Jimmy Jam and Terry Lewis i Lil Jon. Oceniany jako jeden z najlepszych albumów R&B w historii tego gatunku. Odniósł ogromny sukces w Stanach Zjednoczonych, sprzedany w ponad milionie kopii w pierwszym tygodniu. Album sprzedany został w ponad 20 milinów kopii na całym świecie, tym samym zajął drugie miejsce najlepiej sprzedających się albumów dekady 2000. W Polsce płyta dotarła do 35. miejsca w zestawieniu OLiS.

## Lista utworów
| #   | Tytuł                       | Gościnnie          | Producent                                                               | Czas |
| --- | --------------------------- | ------------------ | ----------------------------------------------------------------------- | ---- |
| 1.  | "Intro"                     |                    | James "JLack" Lackley                                                   | 0:46 |
| 2.  | "Yeah!"                     | Lil Jon & Ludacris | Lil Jon                                                                 | 4:10 |
| 3.  | "Throwback"                 | Jadakiss           | Just Blaze                                                              | 4:01 |
| 4.  | "Confessions (Interlude)"   |                    | Jermaine Dupri                                                          | 1:15 |
| 5.  | "Confessions Part II"       |                    | Jermaine Dupri                                                          | 3:49 |
| 6.  | "Burn"                      |                    | Jermaine Dupri                                                          | 4:15 |
| 7.  | "Caught Up"                 |                    | Dre & Vidal                                                             | 3:44 |
| 8.  | "Superstar (Interlude)"     |                    | Aaron Spears, Arthur Strong, Juan Johnny Najera, Usher, Valdez Brantley | 1:04 |
| 9.  | "Superstar"                 |                    | Dre & Vidal                                                             | 3:28 |
| 10. | "Truth Hurts"               |                    | Jimmy Jam & Terry Lewis                                                 | 3:51 |
| 11. | "Simple Things"             |                    | Jimmy Jam & Terry Lewis                                                 | 4:57 |
| 12. | "Bad Girl"                  |                    | Destro Music                                                            | 4:21 |
| 13. | "That's What It's Made For" |                    | Jimmy Jam & Terry Lewis                                                 | 4:37 |
| 14. | "Can U Handle It?"          |                    | Robin Thicke, Pro J                                                     | 5:45 |
| 15. | "Do It To Me"               |                    | Jermaine Dupri                                                          | 3:53 |
| 16. | "Take Your Hand"            |                    | Rich Harrison                                                           | 3:03 |
| 17. | "Follow Me"                 |                    | Dre & Vidal                                                             | 3:31 |

Special Edition Bonus Tracks
| #   | Tytuł                         | Gościnnie                   | Producent               | Czas |
| --- | ----------------------------- | --------------------------- | ----------------------- | ---- |
| 18. | "My Boo"                      | Alicia Keys                 | Jermaine Dupri          | 3:43 |
| 19. | "Red Light"                   |                             | Lil Jon                 | 4:48 |
| 20. | "Seduction"                   |                             | Jimmy Jam & Terry Lewis | 4:33 |
| 21. | "Confessions Part II (Remix)" | Shyne, Twista i Kanye West) | Jermaine Dupri          | 4:28 |